# Служба волонтера Државног ермитража
Служба волонтера Државног ермитража је програм који удружује иностране и руске студенте у омладинску организацију, која заинтересованим пружа могућност да се кроз праксу упознају са радом Државног ермитажа, да учествују у припреми, као и да директно узму учешће у организацији различитих активности и да раде на многобројним занимљивим пројектима.

## Мисија
Мисија Службе волонтера је: „Неговање осећаја одговорности за очување културне баштине.”

## Историјат
Настанак Службе волонтера је повезан са припремама за свечану прославу 300-е годишњице Санкт Петербурга. Државни ермитаж је активно учествовао у обележавању годишњице, организујући многе активности, како за грађане тако и за високе званице. Да би се остварили сви замишљени пројекти Ермитажу је била потребна још нечија помоћ. Значајну улогу су имали и волонтери, који су били спремни да помогну Ермитажу. Руководство је подржало њихову иницијативу.
У јануару 2003. године лидер групе младих, Михаил Кожуховски, који је желео да учествује на свечаним догађајима обележавања 300-те годишњице Санкт Петербурга, обратио се руководству Државног ермитажа са предлогом да се организује Служба волонтера, коју би чинили студенти који говоре стране језике. Резултат тога је 150 људи који су били одабрани и који су имали своја задужења у музеју и пре него што је Државни ермитаж одобрио програм. У пролеће програм је подржан од стране Одбора за прославу 300-те годишњице града Санкт Петербурга и 23. маја 2003. године волонтери су ушли у просторије Ермитажа. Михаил Кожуховски је запослен у музеју и постао је руководилац Службе волонтера, која је постала посебан део програма и од тада успешно функционише.
Током прве година постојања Служба је направила шему сарадње између волонтера на различитим одељењима музеја и одредила приоритетне области рада, како у Ермитажу, тако и у другим институцијама.
Када се обележавало 10 година од оснивања Службе волонтера у Државном ермитажу, 2013. године, Администрација Санкт Петербурга је истакла допринос Државног ермитажа у развоју волонтеризма. Управо због тога је свечана прослава форума омладинских организација „Доброфорума 2013”, коју сваке године организује Одбор за омладинску политику Администрације Санкт Петербурга, те година обележана у просторијама Главног штаба. У артијуму Главног штаба 23. новембра 2013. године, била је свечана додела награда најбољим хуманитарним удружењима Санкт Петербурга. Служба волонтера Државног ермитажа је била представљена у категорији „Ефикасно волонтирање” у номинацији „Одржавање градских манифестација”.
У августу 2015. године Сектор за специјалне догађаје, који је надгледао програм „Службе волонтера Државног ермитажа” преименовао га је у Сектор за рад са волонтерима Историјско-информативне службе. Главни и одговорни за рад Сектора за рад са волонтерима био је Михаил Кожуховски.

## Тим
Тим који чине волонтери је веома разноврсан и стално се прикључују нови студенти, ученици, пензионери, како руски, тако и страни. Свако од њих одваја онолико времена колико може и бира за себе занимање према својим склоностима. Али нико од волонтера не одбија да обавља и неопходне заједничке послове.
Тренутно Службу чине волонтери из Русије, САД, Швајцарске, Италије, Немачке, Француске, Велике Британије, Кореје и многих других земаља. Међу њима се могу наћи филозофи, новинари, инжињери, музичари, бармени, професори и историчари уметности.

## Активности
Волонтери помажу администраторима при пријему гостију, контролишу улаз у сале и поштовање правила музеја. Један од важних задатака, који имају волонтери јесте и пружање помоћи при спровођењу научноистраживачких радова научних одељења Ермитажа: систематизација и каталогизација објеката за складиштење, рестаурација. Поред ових области, волонтери се у Служби баве и преводом информативног материјала и предају стране језике, обављају секретарске и курирске послове, помажу при постављању изложби, позоришних и концертних програма, као и специјалним активностима Државног ермитажа(нпр. Међународни хуманитарни гала пријем у Зимском дворцу, сусрети Клуба пријатеља Ермитажа).
Волонтери сарађују са Тимом гостопримства, одељењем за археологију Источне Европе и Сибира, Одељењем за антички свет, Сектором за маркетинг, Сектором за специјалне догађаје, Одељењем савремене уметности, Театром Ермитаж, Прес службом Државног ермитажа и другим одељењима. Поред тога, волонтери учествују и на међународним семинарима и конференцијама, у циљу заједничког доприноса развоја музеја. У Ермитажу волонтери раде и при научноистраживачким пројектима, помажу у раду одељења, која се баве очувањем експоната, раде и при вођењу и организовању различитих конференција, концерата, фестивала, конкурса, изложба. Веома важну улогу волонтери Ермитажа имају у пројектима за очување културног и историјског наслеђа, привлачећи пажњу на споменике који су угрожени. У оквиру пројекта WХY(World Heritage & Youth - Светско наслеђе и млади) волонтери су активно учествовали у спасавању Музеја електричног транспорта, Ропшинског дворца, Охтинског рта, да не постане „Охта-центар”.
Волонтери су помогли организовање свих свечаности за прославу 250-те годишњице Ермитажа, које су се одржале током лета 2014. године, укључујући и Манифесту бијенале савремене уметности.
Активности Службе волонтера укључују креирање и реализацију сопствених пројеката, у циљу анимације младих ка савременим проблемима културног наслеђа и неговању осећаја одговорнисти за његово очување.
Најистакнутије активности волонтера у овом смеру се виде у културно-образовном програму „Палмира: Удах живота!”, који је објединио више од тридесет пројеката и осмишљен тако да скрене пажњу на катастрофално и циљано уништавање културно-историјских споменика. Реализација многих пројеката се спроводи у оквиру припрема и организације различитих међународних догађаја, као што су: „Ноћ музеја”, „Дан космонаутике”, „Дан језика”, „Дани Ермитажа” и многи други.

## Пројекти
Волонтери Државног ермитажа реализују и сопствене пројекте. Почињу давањем предлога у циљу развоја музеја и иду спровођења истих уз помоћ служби музеја. Један од тих пројеката је и такмичење рачунарске графике, које се сада организује у Ермитажу већ више од 10 година. У 2015. години највећи пројекти волонтела су били „Ноћ музеја у Старом Селу” са изложбеним пројектом „Црни квадрат рата” и „Година Аргентине у Ермитажу” са посебним програмом „Танго душа Аргентине” са концертима и радионицама танга. Такође и пројекат који је посвећен европској књижевности, фестивал „Откриј своју Европу у Ермитажу”, за који су били организоване радионице квизови, предавања, пројекције филмова, курсеви језика и плеса, концерти, квизови са употребом савремене технологије.
Посебан значај у раду волонтера и посебно у делу програма који је посвећен културном наслеђу; одиграли су трагични догађаји на Блиском истоку у 2015. и 2016. години на територијама данашњег Ирака и Сирије. Катастрофално разарање културних центара, музеја, античких градова итд. Волонтери Државног ермитажа су предложили читав низ пројеката посвећених заштити културног наслеђа и привлачење посебне пажње на страшну трагедију, због које су многи споменици културе заувек изгубљени. Програм волонтера „Палмира: Удах живота!” добио је велико признање и био је представљен како међу бројним пројектима у Ермитажу, тако и на међународном фестивалу музеја у Москви „Интермузеј 2016”. Највише пројеката културно - образовног програма „Палмира: Удах живота!” представљен је у оквиру догађаја „Ноћ музеја 2016” У Ермитажу.
Година 2016. у Русији је изабрана да буде година кинематографије, као и кроскултурална година културе Русије и Грчке. Волонтери су представили низ пројеката посвећених глобалној кинематографији и грчкој култури.

### Пројекат „Ропша”
Пројекат „Ропша” је први пројекат Службе волонтера. Главни циљ пројекта је било привлачење пажње на проблем очувања Ропшињског дворског комплекса са парковима из XVIII века. Комплекс Ропша налази се југозападно од Санкт Петербурга и налази се на списку Светске културне баштине УНЕСКО-а.

### Светска баштина и млади
World Heritage & Youth је најважнији пројекат службе волонтера. Име пројекта „WХY” може се сматрати и као питање: „Зашто је за данашњу омладину важно очување културне баштине?”. Одговор на ово питање покушавају да дају волонтери и професионалци из области очувања културне баштине у оквиру пројеката културних догађаја, округлих столова, састанцима са представницима КГИОП и ИКОМОС, археолозима, историчарима, активистима. Главни циљ пројекта је да се допринесе очувању и пажљивом односу ка културном наслеђу у циљу да се млади заинтересују за наслеђе своје прошлости.

### Летњи универзитет
Почев од 2009. године, Служба волонтера Државног ермитажа у сарадњи са Росатомом, у оквиру пројекта WХY (World Heritage & Youth — Светска баштина и млади) сваке године организује летњу школу за студенте, који су победили на такмичењу корпорације „Росатом”, који се организује у ЗАТОГ корпорацији. Током 2-4 недеље млади људи са разних крајева земље, добијају техничко знање, раде као волонтери у Ермитажу, посећују споменике културе, сусрећу се са стручњацима из области културног наслеђа и очувања музеја, учествују у археолошким ископавањима. Захваљујући овом пројекту млади имају прилику да стекну знање и вештине из области рада у музејима и могу боље да проникну и разумеју вредности објеката културне башине и са новим погледају посматрају историју и културу своје земље.

### Игре, задаци, конкурси
Сваке године Служба волонтера Државног ермитажа организује неколико игара и такмичења за ученике и студенте. Учесници могу на интересантан начин да се упознају са страницама светске историје и културе, кроз путовање просторијама ермитажа у потрази за необичним благом - експонатима. Конкурси, које организује служба волонтера у сарадњи са научним одељењима Државног ермитажа, су пре свега едукативног карактера. Обилазећи тематке екскурзије и сповођењем мањих истраживања млади могу да открију свет историје и културе.
Игре и задаци, које је организовала Служба волонтера Државног ермитажа:
- Фестивал-потрага „Откриј своју Европу у Ермитажу”, 26 септембар - 2015 год.

- Потрага „Откриј своју Европу у Ермитажу”, септембар 2013 год.

- Потрага „Откриј своју Европу у Ермитажу”, септембар 2012год.

- Потрага „Волонтерске игре 2010”, април 2010 год.

- Потрага „КотоВасија КотоМанија”, март 2009 год.

- Потрага „Волонтерске игре 2009”, април 2009 год.

- Игра „Дан Скита”, април 2009 год.

- Игра „Ратови звезда”, децембар 2008 год - март 2009 год.

- Игра „Ледено доба”, децембар 2008 год.

- Игра „Индијана Џонс у Ермитажу”, новембар 2008 год.

### Конкурси рачунарске графике и анимације
Од 2005. године Служба волонтера Државног ермитажа је почела да спроводи такмичења за ученике из области информационих технологија. Сваке године Служба волонтера заједно са НМО „Школски центар” спроводи и развија неколико такмичења, који су повезани са темама догађаја и изложби које организује Државни ермитаж. Одржавање такмичења обухвата организацију посебног образовног програма за учеснике узраста од 6 до 17 година, наставнике информатике и волонтере, као и церемонију свечане доделе награда. Радови за конкурс су у виду анимације мултимедијалних радова и рачунарско сликарство, а рад победника се приказује на мониторима у салама музеја.
Такмичења у организацији Службе волонтера Државног ермитажа:
- Такмичење „Буенос диас, Аргентина”, септембар- децембар, 2015 год.

- Такмичење „Заба- путник”, април - новембар 2015 год.

- Такмичење „Рођење Ермитажа”, децембар 2014 год - април 2015 год.

- Такмичење „Свет о којем сањамо...”, децембар 2012 год.

- Такмичење „Мачори и мачке- велики и мали”, април 2012 год.

- Такмичење „Девет дана пре септембарског календара”, децембар 2011 год.

- Такмичење „Гаража Николаја II”, фебруар 2011 год.

- Такмичење „... На прагу открића”, октобар 2010 год.

- Такмичење „На трагу Олимпских богова” април 2010 год.

- Такмичење „Аутограм Санкт- Петербурга”, мај 2009 год.

- Такмичење „Мультикот 2009”, март 2009 год.

- Такмичење „Новогодишњи празници”, децембар 2007 год

- Такмичење „Историја новогодишње јелке”, децембар 2005 год.

### Фестивал Откриј своју Европу у Ермитажу
Од 2012. године Служба волонтера учествује на фестивалу, који се спроводи уз подршку делегације ЕУ у Русији, током Европског дана језика (26.септембар). Традиционално сви догађаји у оквиру фестивал које спроводи Служба волонтера Државног ермитажа носе назив „Откриј своју Европу у Ермитажу”.
Фестивал „Откриј своју Европу у Ермитажу” 2015. године, био је у оквиру прославе Године књижевности у Русији и Европском дану језика, сходно томе се орјентисао на европске језике и европску књижевну традицију. Програм фестивала, је организовао Државни ермитаж, уз учешће 13 представништва културних институција земаља чланица ЕУ, уз подршку представника ЕУ у Русији. За овај фестивал волонтери су осмислили Потрагу. Потребан материјал су били аудио водичи izi.travel, где су могла да се чују питања и одломци из књига на матерњим језицима волонтера из разних земаља. Сарадња са izi.travel и употреба савремених информационих технологија омогућило је Служби волонтера да спроведе Потрагу „Откриј своју Европу у Ермитажу” од 26. септембра 2015. године до почетка 2016. година, којом се и завршавала Година књижевности.

## Награде
Одбора за омладинску политику уз сарадњу са локалним организацијама Администрације Санкт Петербурга има за циљ развој волонтирања у Санкт Петербургу. Фестивал се одржава сваке године. На конкурсу 2015. године Стручна комисија је изабрала 150 пријава, које су се показале као персективни пројекти од друштвеног значаја.
23. новембра 2013. године у атријуму Главног штаба Државног ермитажа одржана је свечана додела награда учесницима и победницима конкурса „Успешно волонтирање”, на којој је координатору Службе волонтера Михаилу Кожуковском свечано додељења Диплома I степена и бронзана статуа Малог Принца.

## Служба волонтера на филму

### Филм „Secret Hermitage helpers” 2013. година
У априлу 2013. године пред десету годишњицу Службе волонтера, телевизијски канал РТ снимио је филм о волонтерима Државног ермитажа. Као резултат двонедељног снимања, у чијем су фокусу, осим свакодневних обавеза волонтера у музеју, били и догађаји, везани за припрему и прославу „Дани Ермитражних мачака”, настао је тридесетоминутни филм на енглеском језику „Тајни помоћници Ермитажа”. Касније је филм преведен на руски, француски, немачки, шпански и арапски језик и био више пута приказан на каналу РТ.

### Филм „Осмех Ермитажа” 2014. година
Пред 250-у годишњицу Државног ермитажа, 2014. године, Министарство културе Руске Федерације је подржало и наручило од филмског студија „Синепро” да сними филм „Осмех Ермитажа” о волонтерима. Главна тема филма је учешће волонтера Ермитажа, који долазе са свих крајева света, у припреми празничних догађаја, посвећених 250-ој годишњици Ермитажа. Редитељ филма је Едвард Амбарцумјан.